# Maksim Fadeev
Maksim Aleksandrovič Fadeev (in russo Максим Александрович Фадеев?; Kurgan, 6 maggio 1968) è un produttore discografico e musicista russo.

## Biografia
Nato a Kurgan, ha iniziato a lavorare come turnista intorno alla fine degli anni '80. Nel 1991 ha pubblicato l'album Tancuj na bitom stekle. Nel 1993 ha iniziato a collaborare come autore e produttore per Svetlana Geiman, nota come Linda. Ha prodotto la seconda stagione del talent show televisivo russo Fabrika Zvëzd, in seguito al quale ha collaborato con Glukoza.
Nel 2003 ha fondato l'etichetta discografica Monolit Records, che l'anno seguente ha pubblicato l'album Džaga-džaga di Katja Lel', riscuotendo un gran successo. Dopo aver lavorato alla quinta stagione di Fabrika Zvëzd, si è concentrato sul progetto del girl group Serebro, trio che ha ottenuto il terzo posto all'Eurovision Song Contest 2007 e che è poi diventato uno dei gruppi russi più conosciuti del decennio.